# E state con noi in tv
E state con noi in tv è stato un programma televisivo italiano di genere talk show, trasmesso su Rai 1 dal 2 luglio al 7 settembre 2012 e condotto da Paolo Limiti.

## Il programma
Il programma ha come obiettivo quello di far comprendere il mondo della televisione e dello spettacolo. Vengono proposti filmati e confronti tra persone di generazioni differenti. Tra gli argomenti trattati, nel corso delle puntate, un ruolo importante lo riveste la musica. Nel cast fisso dello show troviamo cantanti e comici emergenti, ma talentuosi. Al programma partecipano anche vari ospiti VIP e cantanti del passato, secondo la formula già utilizzata nella trasmissione Ci vediamo in TV, che lo stesso Limiti aveva condotto tra il 1996 e il 2002. Tra questi ricordiamo Tiziana Rivale, Rita Forte, Stefania Cento, Irene Fargo.
L'orchestra della trasmissione è diretta dalla cantante e musicista Giovanna formata da sole donne tra cui la violinista solista Simona Bruno.
Ad affiancare il conduttore ci sono la cagnetta (pupazzo) Floradora, Justine Mattera, Roger Mazzeo e Nicola Congiu. Il programma ha preso il posto de La prova del cuoco nel periodo estivo del 2012 e non è stato riconfermato l'anno successivo per motivi di budget.

## Rubriche
- Quarti di Nobiltà - in questa rubrica musicale il conduttore porta all'attenzione del pubblico alcuni dei brani più popolari italiano e stranieri, mostrando come questi affondino le loro origini melodiche o armoniche in celebri composizioni di musica classica, riscoprendone ed esaltandone così il loro sapore più genuino. Lo fa avvalendosi della collaborazione con il duo pianistico "Duel" composto da Alessia Forganni e Ilaria Della Bidia.

### Critiche
Ad alcuni critici televisivi non piace l'impostazione del programma, qualcuno ha affermato che la trasmissione non riesce a decollare, forse perché troppo ancorata a una tv che non esiste più e a una società non più riproponibile ai nostri giorni.